# Bouteiller de France
Pour les articles homonymes, voir Bouteiller (homonymie).
Le Bouteiller de France est une charge de la Cour de France, faisant de son titulaire l'un des principaux officiers servant le souverain. En tant que bouteiller, il est au départ chargé d'approvisionner la Cour en vin.

## Royaume de France
Dans le royaume de France sous la dynastie capétienne, le bouteiller perd sa fonction de gestion des approvisionnements de la cour, rôle désormais dévolu à des échansons. Il est désormais chargé d'administrer le vignoble du domaine royal, fonction pour laquelle il perçoit une redevance sur certaines abbayes fondées par le roi.
Le bouteiller est alors un des principaux officiers de la cour : il atteste très souvent les chartes royales. Aux XIe et XIIe siècles, sous les règnes de Louis VI et Louis VII notamment, la famille de Senlis est traditionnellement attachée à cet office, à tel point que son chef est souvent désigné sous le nom de « Bouteiller de Senlis ».
À partir du XIVe siècle, le bouteiller porte le titre de Grand bouteiller de France, et la fonction devient purement honorifique.